# Maria Paczowska
Maria Paczowska (ur. 26 stycznia 1932 we Lwowie, zm. 2 marca 2019 w Luksemburgu) – polska pisarka i eseistka; wieloletnia przyjaciółka Rity Gombrowicz i Witolda Gombrowicza, prywatnie żona architekta Bohdana Paczowskiego.

## Życiorys
Maria Błeszyńska urodziła się 26 stycznia 1932 roku we Lwowie. Od lat 40. mieszkała w Krakowie, gdzie wyszła za mąż za architekta Bohdana Paczowskiego. W latach 1960–1980 roku przebywała we Włoszech; m.in. pracowała jako lektorka wewnętrzna wydawnictwa Mondadori w Mediolanie. Później mieszkała w Paryżu, a następnie w latach 90. osiadła w Luksemburgu.
W 1960 roku wydała swoją jedyną powieść Sentymenty w Wydawnictwie Literackim. 
W latach 60. poznała Ritę i Witolda Gombrowiczów, z którymi utrzymywała bliskie relacje, m.in. bogatą korespondencję listowną. Po śmierci Witolda Gombrowicza była bliską przyjaciółką i powierniczką Rity Gombrowicz.

Była razem z mężem Bohdanem świadkami na ślubie Rity i Witolda, który odbył się 28 grudnia 1968 roku w Vence na południu Francji.
Maria jest kobietą z dobrej rodziny, z manierami damy oraz głosem aktorki. Elegancka w nowoczesnym stylu, z włoskim akcentem, a jej niezależność podkreślają krótkie włosy. Jest trzy lata starsza od Rity i ma za sobą pisarski debiut w Polsce („Sentymenty”, 1960), który Witold nawet skomplementował.
Utrzymywała stały kontakt z polskim środowiskiem pisarzy i artystów na emigracji; w tym związanymi z paryskim miesięcznikiem  „Kultura” i „Zeszytami Literackimi”. 
Laureatka Nagrody im. Krzysztofa Junga Przyjaciół „Zeszytów Literackich” w 2012.
Zmarła 2 marca 2019 w wieku 87 lat w Luksemburgu.